# August Freund
August Freund (30 de juliol de 1835 - 28 de febrer de 1892) va ser un químic austríac que el 1881 va sintetitzar el ciclopropà per primer a vegada.
Freund va néixer el 1835 a la ciutat de Kęty, Àustria-Hongria. (La ciutat es troba avui a Polònia.) Després de graduar-se al Gymnasium (una escola secundària avançada) a Cieszyn (aleshores a Àustria-Hongria, avui a la frontera polonesa amb la República Txeca), va estudiar farmàcia a Lviv (aleshores a Àustria-Hongria, avui a Ucraïna) i després a Leipzig, Alemanya. Després d'estudiar a la Universitat de Lviv del 1856-1858, va obtenir un màster en farmàcia. Després va assistir al professor Leopold von Pebal en les seves investigacions sobre el petroli. Cap al 1861, donava classes a un Gymnasium de Ternopil (aleshores a Àustria-Hongria, avui a Ucraïna). Cap al 1869, va ser nomenat professor de la realschule (escola de secundària) a Lviv. Després va començar a treballar per obtenir un doctorat, i el va rebre a la Universitat de Leipzig el 1871 El 1872 es va convertir en professor de química a la Universitat Tècnica de Lviv. Allà va investigar la fermentació, el petroli i les cetones, entre d'altres matèries. Va passar a ser degà del Departament de Química General i Analítica i, des de 1878, degà del Departament de Química Tècnica. Va ser elegit rector de la Politècnica tres vegades.
El 1881 va descobrir un mètode per sintetitzar ciclopropà: tractant 1,3 - dibromopropà amb sodi metall. El mètode porta avui dia el seu nom. Va ser capaç de sintetitzar prou ciclopropà per fer diverses reaccions químiques i deduir dels resultats l'estructura d'anell de tres membres del ciclopropà.
Va morir a Lviv el 1892.

## Obres seleccionades
- August Freund (1861) "Beiträge zur Kenntniss der phenylschwefligen und der Phenylschwefelsäure" (Contribucions al nostre coneixement dels àcids fenilsulfuros i fenilsulfuros), Annalen der Chemie, 120 (1) : 76–89.
- August Freund (1861) "Ueber die Natur der Ketone" (Sobre la naturalesa de les cetones), Journal for praktische Chemie, 82 (1) : 214-231.
- August Freund, Zarys chemii do użytku szkół gimnazyalnych [Esquema de la química per a ús en gymnasiums] (Lviv, Àustria-Hongria: I. Zwiazkowa, 1883) [en polonès].